# كويتشي مايو
كويتشي مايو (باليابانية: 宮尾 孝一) (15 يونيو 1993 في كاناغاوا في اليابان – )؛ هو لاعب كرة قدم ياباني سابق كان يلعب كلاعب وسط.

## وصلات خارجية
- كويتشي مايو على موقع رابطة كرة القدم اليابانية للمحترفين (اليابانية)
- كويتشي مايو على موقع Soccerway.com (الإنجليزية)